# Зйом (фільм)
«Зйом» — український повнометражний фільм режисера Олександра Шапіро.

## Опис
Фільм будується за принципом лінійного розгортання семи новел, у кожної з яких є своя головна героїня, яка максимально цілеспрямовано зайнята зніманням хлопця в одному з злачних закладів міста Києва.
Зйомом — називається знайомство з хлопцем в клубі або ще десь, з метою максимально швидкого сексуального задоволення заради «спортивного» інтересу.

## Художні особливості
Характери Героїнь новел розробляються згідно з принципом різноманітності їх потенціалів. Від художньо-декоративного до соціального, лінгвістичного або вікового.
Іншими словами кожна з представлених семи новел характеризується своїм особливим стилем.
Кожна з них відображає тенденцію в порожнині гламуру оскільки дія завжди відбувається в інтер'єрах-люкс. Описує якийсь прозивний почерк швидких, але вишуканих відносин, згідно з яким формуються правила гри. Практично, фільм висловлює виворіт естетики Маркіза де Сада, де дії, іменованого флірт, коли виноситься моральна оцінка, за ним тільки лише ведеться естетства спостереження.
Стилістика «прихованої камери» надає конструкції фільму каркас на який навішуються найрізноманітніші декорації настроїв, типажів, характерів мови, стилів захоплення уваги і в кінцевому підсумку підпорядкування страшній силі прийдешнього задоволення.
Головні ролі у фільмі «Зйом» виконують відомі широкій громадськості особистості. Всі вони ніби грають ситуацію «реального» знімання хлопців у клубі, який знімається прихованою камерою. Насправді це стиль кінозйомки.
Головною складовою цього кінопроєкту є його безкомпромісна мінімалістичність, яка допомагає розвинутися максимальної концентрації уваги глядача на предметі «анатомічно» відбиває основні грані людського світу. Людських властивостей.